# 馬納富阿區
馬納富阿區是非洲中部國家烏干達的111個區之一，由東部區負責管轄，首府是馬納富阿，總面積451平方公里，距離姆巴萊約26公里，主要的經濟產業是農業，2010年人口估計為153,000。

## 外部連結
- Manafwa District Homepage

01°01′N 34°21′E / 1.017°N 34.350°E